# Mujama al-Islamiya
Mujama al-Islamiya (« Centre islamique ») est une organisation caritative islamique créée en 1973 à Gaza par le cheikh Ahmed Yassin, un ecclésiastique infirme et presque aveugle proche de la branche palestinienne des Frères musulmans égyptiens. Mujama al-Islamiya propose des cliniques, des banques de sang, des garderies, des soins médicaux de l'aide alimentaire et des clubs de jeunes. L'organisation joue un rôle important en offrant une aide sociale aux populations, en particulier celles vivant dans les camps de réfugiés. Mujama propose également une aide financière aux jeunes souhaitant étudier en Arabie saoudite et en Occident.
En 1979 Mujama al-Islamiya est reconnue par Israël comme une organisation caritative, ce qui permet à l'organisation de créer l'Université islamique de Gaza (IUG) et de construire à Gaza des mosquées, des clubs, des écoles et une bibliothèque ainsi que d'autres services sociaux.
À la fin des années 1970 et dans les années 1980, Mujama al-Islamiya aurait contraint la population féminine éduquée de Gaza à porter des vêtements islamiques ou le hijab.
En 1984, l’armée israélienne attaque une mosquée où elle trouve une cache d’armes. Le Cheikh Yassin est emprisonné pour avoir caché des armes, mais il est libéré en 1985 dans le cadre de l'accord de Jibril. Il continue à promouvoir Mujama à travers Gaza avec l'assentiment, voire le support d'Israel qui voit en ce mouvement un potentiel rival du Fatah de Yasser Arafat.

## Formation du Hamas
En 1987, pendant la Première Intifada, Ahmed Yassin et six autres membres du Mujama lancent le Hamas, en le concevant comme une « branche paramilitaire » du mouvement des Frères musulmans palestiniens ; Yassin en devient le chef spirituel. Il revendique la responsabilité d'un certain nombre d'attentats suicides visant des civils israéliens. Le Hamas sera reconnu comme une organisation terroriste par les Etats-Unis en1997. Les organisations caritatives contrôlées par Mujama sont intimement liées au fonctionnement du Hamas. Elles permettent de couvrir la collecte, le blanchiment et le transfert de fonds, faciliter la propagande et le recrutement de nouveaux membres du groupe, fournir des emplois à ses agents et servent de réseau de soutien logistique.
En février 2007, les milices du Fatah prennent d'assaut l'Université islamique de Gaza et saisissent des armes et des munitions qui y sont stockées. La télévision palestinienne a diffusé des images montrant des dizaines de lance-grenades, de roquettes et de fusils d'assaut, ainsi que des milliers de balles trouvées à l'intérieur de l'université,.
En décembre 2008, pendant la guerre de Gaza, l'armée de l'air israélienne bombarde l'université qui est, d'après elle, utilisée par le Hamas pour développer et stocker des armes, notamment des roquettes Qassam, ce que le Hamas conteste,. L'université est à nouveau la cible de frappes aériennes lors du conflit Israël-Gaza de 2014. L'armée israélienne déclare alors avoir ciblé un centre de « développement d'armes » situé dans l'université.

## Entités connexes
La Société caritative islamique est une organisation caritative à but non lucratif située à Hébron en Cisjordanie. L'association caritative, qui a été fondée en 1962 pour prendre soin des orphelins, s'est développée au fil des années. En 2008, elle gérait deux orphelinats, trois écoles pour garçons et filles, une laiterie, un atelier de couture, deux boulangeries, un grand centre commercial et un immeuble de 30 appartements.
D'après la BBC la Société caritative islamique est financée par Interpal et est associée au Hamas. Elle aurait un rôle de soutien à l'infrastructure du Hamas » et financerait des programmes éducatifs qui propagent les doctrines en faveur des activités violentes du Hamas.

## Voir également
- Holy Land Foundation for Relief and Development (en)
- Islamic Association of Palestine (en)
- InfoCom Corporation (en)
- Interpal
- Union of Good